# Naturpark Hohes Venn-Eifel

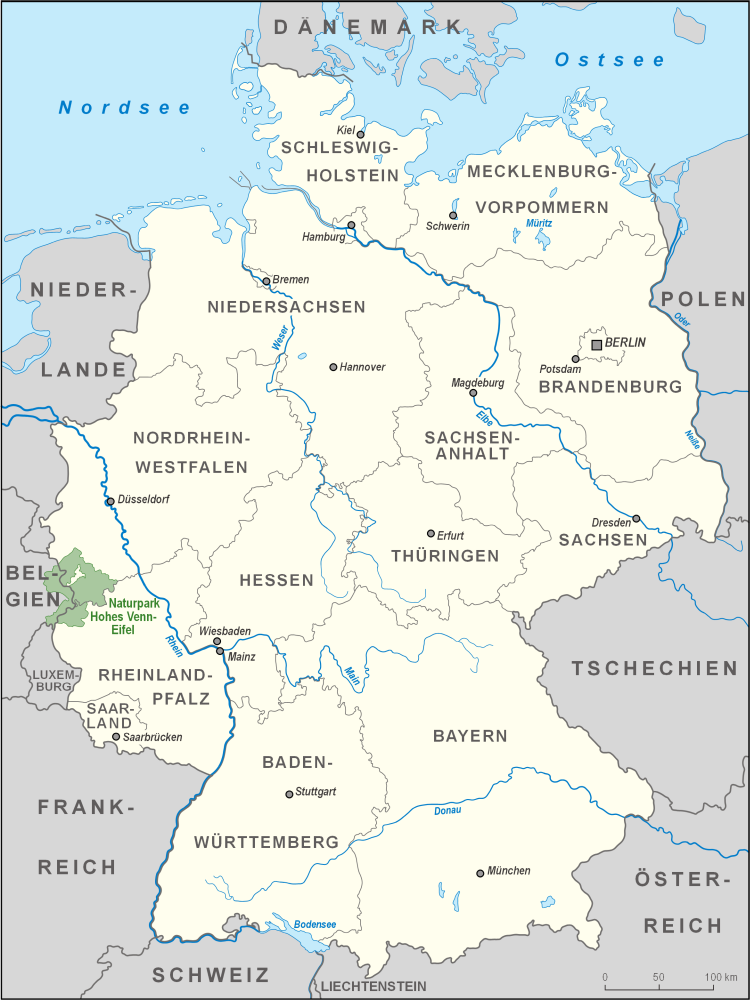
Lage des Naturparks Hohes Venn–Eifel in Deutschland

Logo

Der deutsch-belgische Naturpark Hohes Venn–Eifel, dessen deutscher Teil 1960/1970  als Naturpark Nordeifel gegründet wurde, ist ein grenzüberschreitender Naturpark mit 1660 km² Fläche in Nordrhein-Westfalen und  400 km² in Rheinland-Pfalz sowie 700 km² Fläche in der belgischen Provinz Lüttich. Er hat eine Gesamtgröße von 2760 km². Ein Naturparkzentrum ist auf der Botrange eingerichtet, zudem in der Hocheifel das Naturparkzentrum Prümer Land.

## Lage

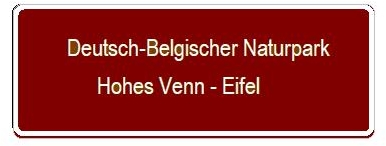
Beschilderung im deutschen Naturparkteil

Der Naturpark liegt zwischen Langerwehe und Eupen im Norden sowie Bad Münstereifel, Prüm und Sankt Vith im Süden und umfasst sechs Gebiete: die Rureifel, die Westliche Hocheifel, die Kalkeifel, das Ourtal, das Vennvorland und das Hohe Venn, eine Hochmoor- und Heidelandschaft, die am Ende der letzten Eiszeit vor 7500 Jahren entstand.
Die geographische Bezeichnung Nordeifel umschreibt im engeren Sinne nur die Eifellandschaft zwischen Zitterwald im Süden und Aachen im Norden, Bad Münstereifel im Osten und über die Rureifel bis zur belgischen Grenze im Westen. Das Hohe Venn wird geographisch als eigenständiger Naturraum der Gesamteifel angesehen, ist jedoch in den Naturpark mit einbegriffen.
Ab 2020 kamen Gebiete in Aachen und in den Gemeinden Langerwehe, Kreuzau und Vettweiß dazu. Es handelt sich um die Hänge westlich des Wehebaches bei Langerwehe, die Ruraue bei Kreuzau und die Drover Heide bei Vettweiß. Dadurch wurde das Gebiet des Naturparks um 60 km² vergrößert.

## Geschichte

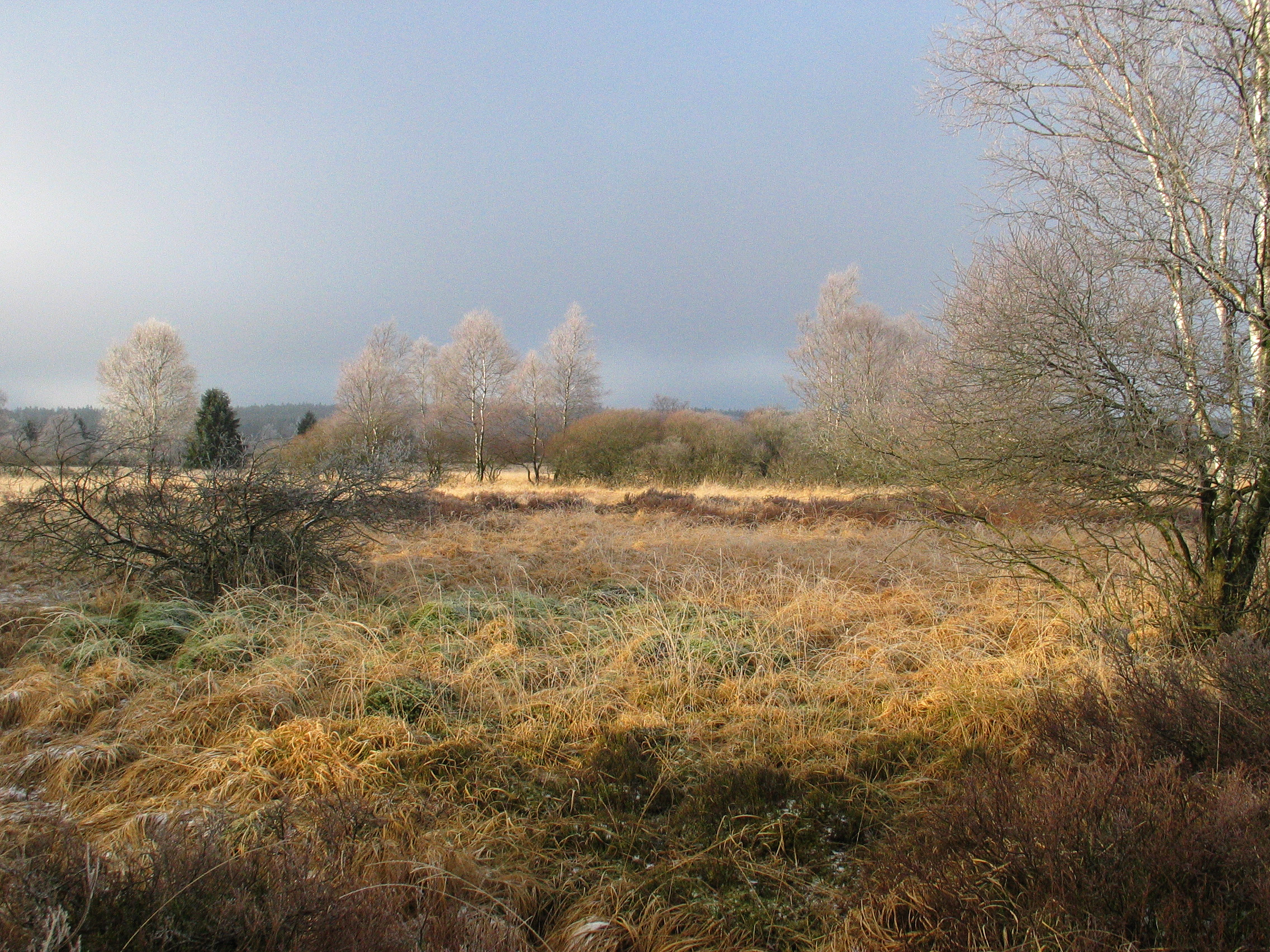
Landschaft im Hohen Venn

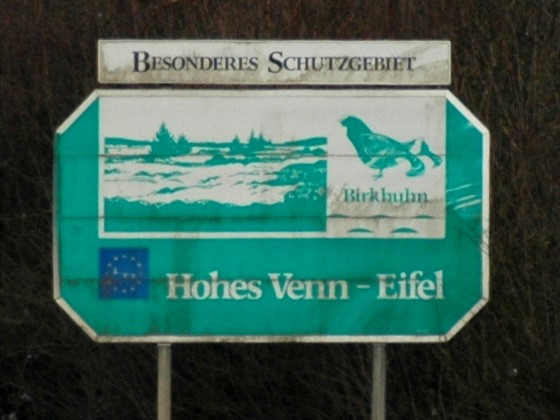
Deutschsprachiges Hinweisschild in Belgien

1960 gründete der Regierungspräsident des damals noch existierenden Regierungsbezirks Aachen, Hubert Schmitt-Degenhardt, den Verein Naturpark Nordeifel e. V., dessen Vorsitzende nach ihm der frühere Bürgermeister von Schleiden und der ehemalige Gemeindedirektor von Hürtgenwald, Günter Schumacher, waren. Der rheinland-pfälzische Teil des Naturparks Nordeifel wurde am 6. November 1970 durch eine Rechtsverordnung des Landratsamtes Prüm als Landschaftsschutzgebiet Naturpark Nordeifel ausgewiesen.
Mit dem Regierungsabkommen vom 3. Februar 1971 wurden die nordrhein-westfälischen und rheinland-pfälzischen Teile des Naturparks Nordeifel mit dem belgischen Parc Naturel Hautes Fagnes zum Naturpark Hohes Venn–Eifel zusammengelegt. Emblem des Naturparks ist das Birkhuhn.

## Nationalpark Eifel

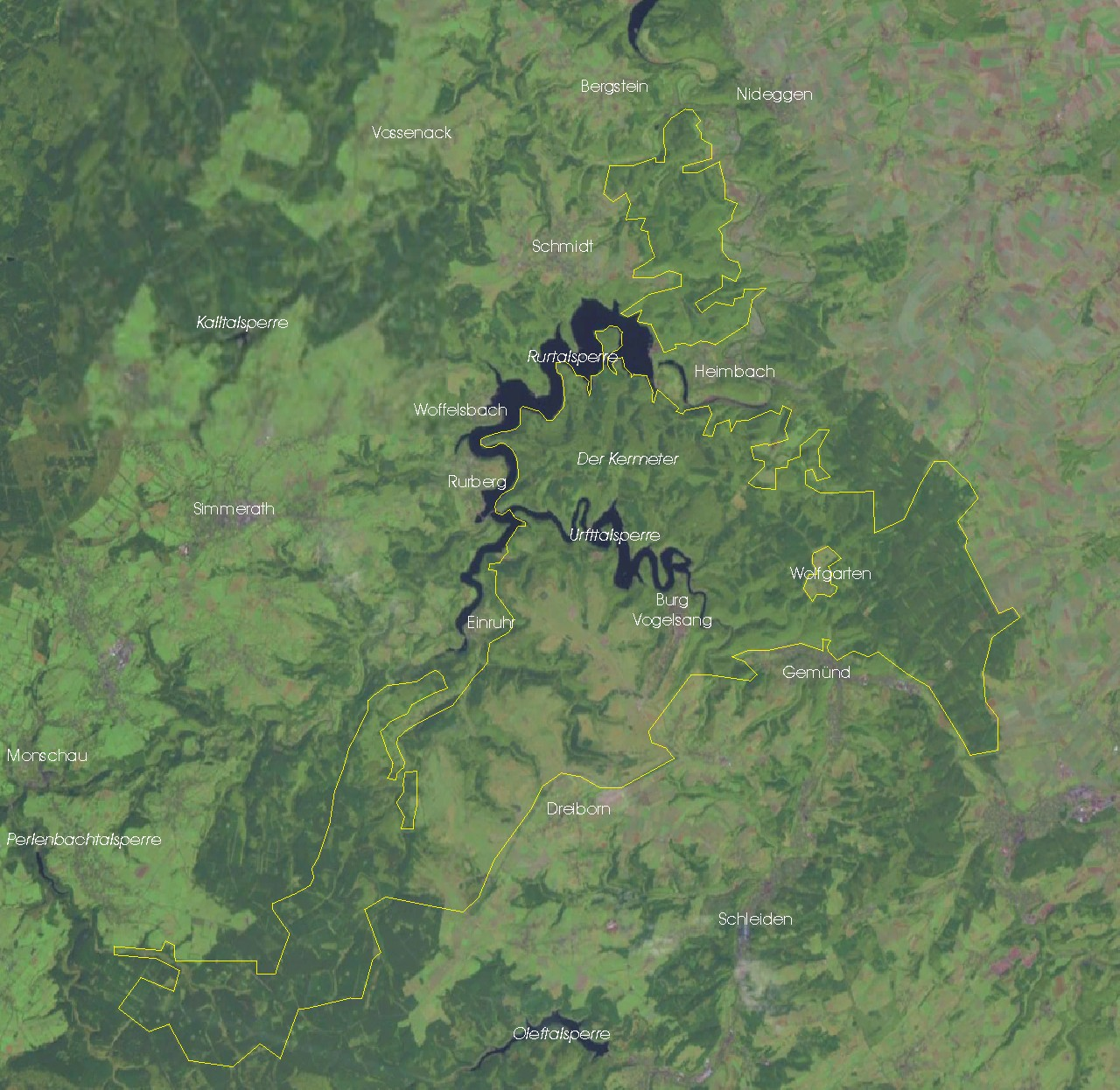
Fläche des Nationalparks Eifel im Naturpark Hohes Venn–Eifel

Inmitten des Naturparks liegt, im Wesentlichen auf dem ehemaligen Truppenübungsplatz Vogelsang und um den Urftstausee, der 2004 gegründete und nach dem Abzug der belgischen Streitkräfte zum 1. Januar 2006 erweiterte Nationalpark Eifel.